# Caserio de Rumichaca
El Caserío de Rumichaca, que viene de las palabras Quechua (Rumi: Piedra, Chaca: Puente), es un caserío de la sierra peruana ubicado en el departamento de Huánuco, Provincia de Pachitea, Distrito de Panao, y uno de los caseríos del Centro Poblado de Tomayrica.
Es una Región Natural clasificado como Quechua, sobre los 3351 m s. n. m. Cuenta con una población de 365 según Censos Nacionales de Población y Vivienda 2017 del INEI. Los cuales están divididos en más de 120 viviendas particulares.

## Geografía

### Ubicación
Ubicado en el Centro Poblado de Tomayrica, distrito de Panao, Provincia de Pachitea, departamento de Huanuco. Forma parte de la región Quechua de Las ocho regiones naturales del Perú. El clima de día y de noche tiene distintas temperaturas. Presenta lluvia abundante durante los meses de diciembre y marzo.

## Economía
La principal actividad económica de los pobladores de este caserío, es la agricultura, el cual se compone principalmente de la siembra de Papa variedades como Blanca, Canchan, Peruana, Amarilla, Chaulina, Huairo; de igual manera Olluco. También se siembra Oca y papas nativas de la zona para el consumo más familiar y menos comercial.

## Educación
Este caserío principalmente cuenta con las siguientes opciones para la formación educativa, el cual son públicos.

#### Inicial 32908 Rumichaca - Panao
Es la institución educativa de nivel pública para la enseñanza del grado inicial.

#### Escuela 32908 - Rumichaca
Es la institución educativa de nivel pública para la enseñanza del grado primario.